# Richard Attwood

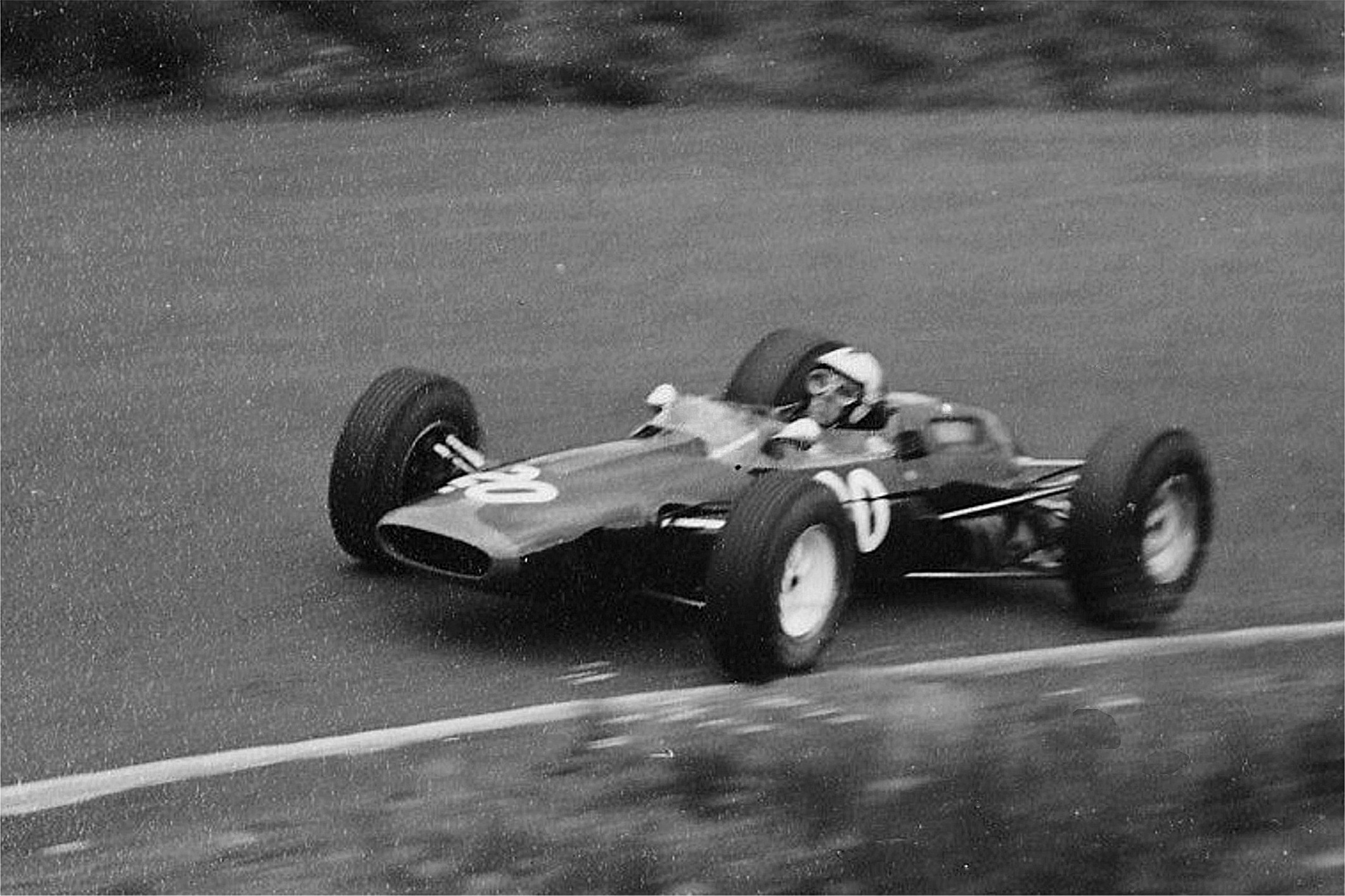
Attwood conduint un Lotus-BRM al Gran Premi d'Alemanya de 1965.

 Richard "Dickie" Attwood  va ser un pilot de curses automobilístiques britànic que va arribar a disputar curses de Fórmula 1.
Va néixer el 4 d'abril del 1940 a Wolverhampton, Staffordshire, Anglaterra.
Va guanyar les 24 hores de Le Mans del 1970.

## A la F1
Richard Attwood va debutar a la segona cursa de la temporada 1965 (la setzena temporada de la història) del campionat del món de la Fórmula 1, disputant el 30 de maig del 1965 el GP de Mònaco al circuit de Montecarlo.
Va participar en un total de disset proves puntuables pel campionat de la F1, disputades a quatre temporades no consecutives (1965, 1967-1969) aconseguint un podi en una cursa i assolí onze punts pel campionat del món de pilots.

## Resultats a la Fórmula 1
| Any  | Equip                      | Xassís  | Motor    | 1   | 2       | 3      | 4       | 5      | 6      | 7       | 8      | 9      | 10    | 11  | 12  | Posició | Punts |
| ---- | -------------------------- | ------- | -------- | --- | ------- | ------ | ------- | ------ | ------ | ------- | ------ | ------ | ----- | --- | --- | ------- | ----- |
| 1965 | Reg Parnell Racing         | Lotus   | BRM      | SUD | MON Ret | BEL 14 | FRA     | GBR 13 | HOL 12 | ALE Ret | ITA 6  | USA 10 | MEX 6 |     |     | 16è     | 2     |
| 1967 | Cooper Car Company         | Cooper  | Maserati | SUD | MON     | HOL    | BEL     | FRA    | GBR    | ALE     | CAN 10 | ITA    | USA   | MEX |     | -       | 0     |
| 1968 | Owen Racing Organisation   | BRM     | BRM      | SUD | ESP     | MON 2  | BEL Ret | HOL 7  | FRA 7  | GBR Ret | ALE 14 | ITA    | CAN   | USA | MEX | 13è     | 6     |
| 1969 | Gold Leaf Team Lotus       | Lotus   | Cosworth | SUD | ESP     | MON 4  | HOL     | FRA    | GBR    |         |        |        |       |     |     | 13è     | 3     |
| 1969 | Frank Williams Racing Cars | Brabham | Cosworth |     |         |        |         |        |        | ALE 6   | ITA    | CAN    | USA   | MEX |     | 13è     | 3     |

### Resum
| Curses: | Victòries: | Pòdiums: | Poles: | Voltes ràpides: | Punts: |
| ------- | ---------- | -------- | ------ | --------------- | ------ |
| 17      | 0          | 1        | 0      | 1               | 11     |